# Đinh Phế Đế
Đinh Phế Đế, vietnamski plemič, * 974, † 1001.
Bil je drugi in hkrati zadnji kralj dinastije Đinh.